# Aeroportul Internațional Adisumarmo
Aeroportul Internațional Adisumarmo (IATA: SOC, ICAO: WAHQ) este un aeroport din Boyolali⁠(d), Java Centrală, Indonezia ce deservește zona Surakarta. Aeroportul a fost tranzitat în 2018 de 2.639.301 pasageri.
Situat la o altitudine de 128 m, aeroportul dispune de o singură pistă. Este operat de Angkasa Pura⁠(d).